# ARA Isla de los Estados
Le ARA Isla de los Estados [B-8) était un navire de ravitaillement de la marine argentine coulé pendant la guerre des Malouines.

## Historique
Le 28 mars 1982, le navire a navigué de Puerto Deseado pour participer à l' Opération Rosario dans les îles Malouines, arrivant le 4 avril, trois jours après les premiers débarquements, pour assurer le transport autour de l'archipel. Le navire, entre autres choses, a transporté des troupes pour occuper l'Isthme de Darwin, Goose Green et Fox Bay.
Entre le 15 et le 17 avril le navire a semé des mines dans les eaux entourant Port Stanley. Ces mines avaient été emportées par l' ARA Bahia Buen Suceso.

### Naufrage
Isla de los Estados a été coulé par le HMS Alacrity au cours des premières heures du 11 mai 1982 lors d'une action de surface au nord des îles Swan dans le détroit des Malouines. Alacrity a engagé Isla de los Estados avec ses canons de 114 mm. Le transport argentin a explosé après que plusieurs coups aient enflammé sa cargaison de kérosène et de munitions.
Sur les 24 membres d'équipage, deux ont été secourus par l' ARA Forrest ; 15 membres d'équipage de la marine marchande civile, trois de la marine argentine , deux de l'armée de terre argentine, un de la Force aérienne argentine, ainsi qu'un de la Préfecture navale argentine, ont perdu la vie dans le naufrage.